# Упирвичи
Упи́рвичи — село (официально числится деревней) в Торжокском районе Тверской области. Относится к Мошковскому сельскому поселению.
Расположено на правом берегу реки Рачайна в 25 км к югу от города Торжка, на автодороге «Мошки—Булатниково—Переслегино».

## История

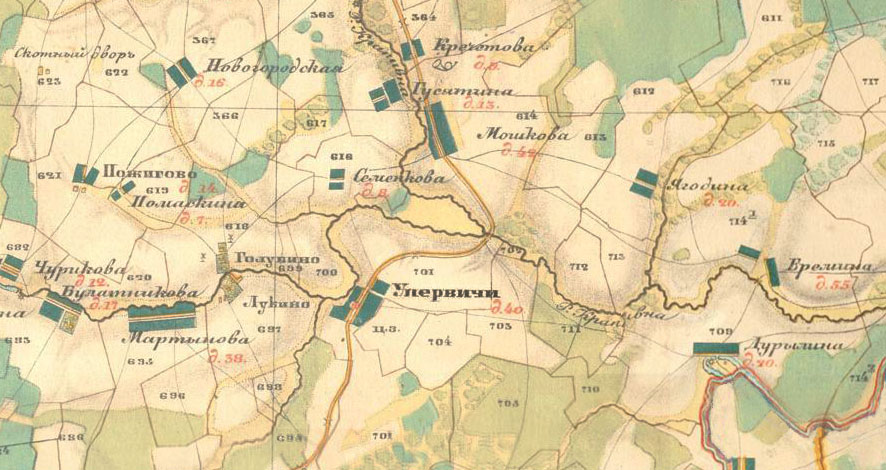
Упирвицкий приход. 1859

Одно из древнейших поселений Тверской области. Археологические данные говорят, что люди селились здесь с начала II тысячелетия. На территории села исследованы две курганные группы X и XI—XII веков н. э. и селище X и XV—XIV веков.
В XVII веке — погост Упирвичи — на землях, которые принадлежали тогда торжокским Борисоглебскому мужскому и Воскресенскому женскому монастырям. В 1764 году эти земли поступили в казну. В 1859 году в казенном селе Упирвичи 54 двора, 390 жителей. В конце XIX-начале XX века село — центр прихода Мошковской волости Новоторжского уезда Тверской губернии. В 1884 году в селе 58 дворов, 391 житель.
В Упирвицкий приход кроме села Упирвичи входили деревни: Мартыново, Чуриково, Пожитово, Помазкино, Новгородское, Ягодкино, Мошки, Булатниково, Семенково, Кульцево, Дурулино, Лукино, Еремкино. Населения в приходе: в 1859 году — 2706 жителей, в 1884 — 3694, в 1914 — 4490.
Кроме земледелия жители села занимались сторонними промыслами, большинство — каменщики и подбойщики (сапожники), уходят в Петербург, Торжок , Тверь.
В 1930 году был организован колхоз «Красный ударник». В это время в селе насчитывалось 110 домохозяйств.
Во время Великой Отечественной войны село было оккупировано в конце октября 1941 года. По реке Рачайне два месяца (октябрь-декабрь 1941 г.) проходила линия фронта, здесь были остановлены немецко-фашистские войска, наступавшие на Торжок. Колокольня Преображенской церкви использовалась немцами как наблюдательный пункт и огневая точка. Село освобождено в конце декабря 1941 года во время Калининской наступательной операции.
В годы войны на фронтах погибли 22 жителя села.
В послевоенное время в Упирвичах — отделение колхоза «9 января», старейшая в округе больница.

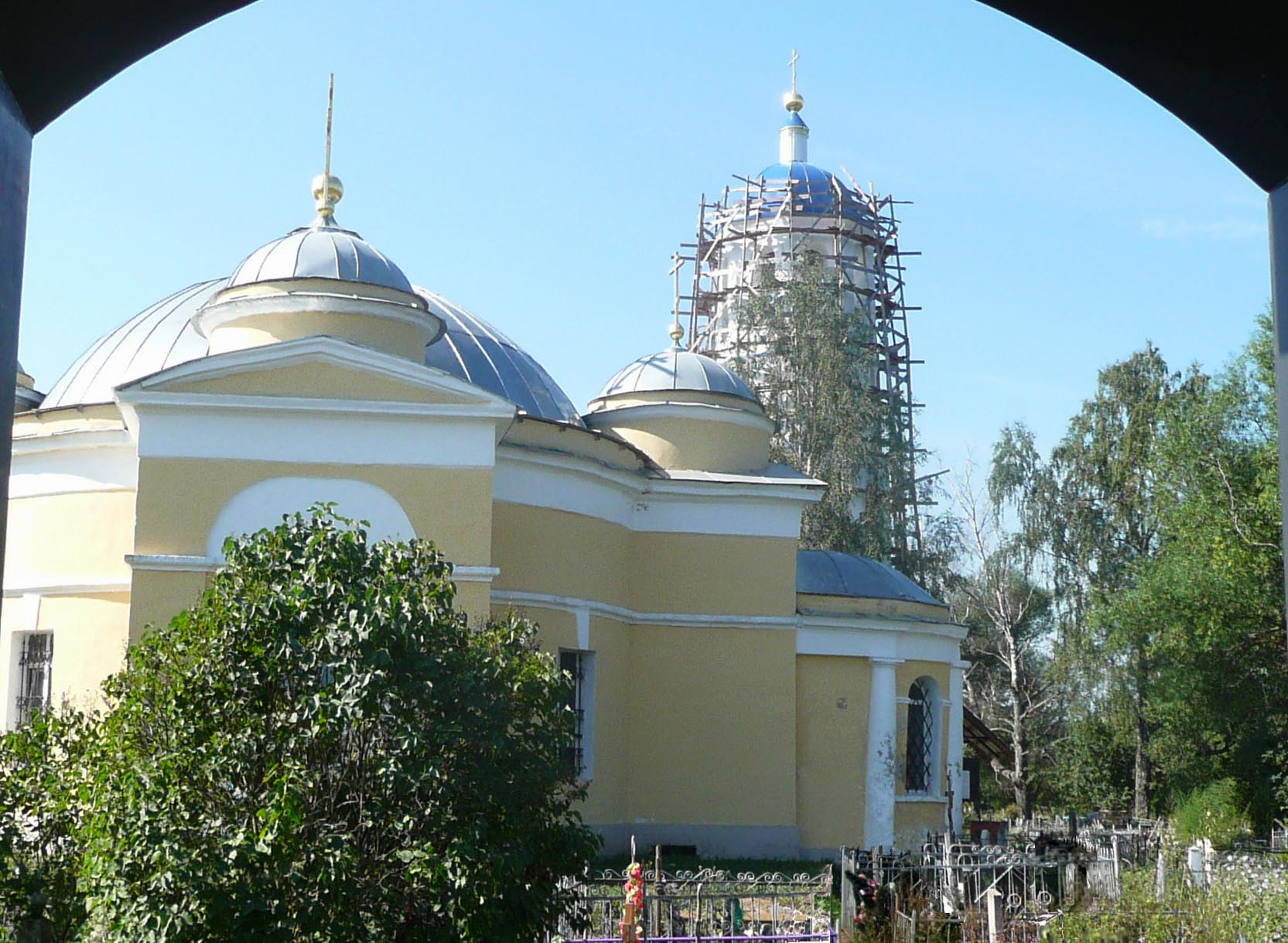
Церковь Рождества Богородицы

В 1996 году 28 хозяйств, 41 житель.

## Население
| 1859 | 1884 | 2002 | 2010 |
| ---- | ---- | ---- | ---- |
| 390  | ↘382 | ↘52  | ↘38  |

## Достопримечательности
- Спасо-Преображенская церковь, зимняя (1762 год). До настоящего времени от церкви сохранилась только колокольня. Отреставрирована в 2010 году.
- Церковь Рождества Богородицы, летняя (1837 год). Подверглись большим разрушениям в годы Великой Отечественной войны. Службы в храме Рождества Богородицы продолжались до 1954 года. В 1998 году местные жители начали возрождать храм. Освящение и открытие храма состоялось 21 сентября 2002 года.
- Упирвическая больница. Просуществовала более 100 лет. Переведена в д. Мошки (Мошковская участковая больница).